# Грицьковичі
Грицьковичі (біл. вёска Грыцкавічы) — село в складі Крупського району Мінської області, Білорусь. Село підпорядковане Холопеницькій сільській раді, розташоване в східній частині області.